# Крушение лодки в Нигерии (2023)
12 июня 2023 года на реке Нигер близ города Патеги, штат Квара, Нигерия, произошло крушение лодки. Подтверждена гибель по меньшей мере 106 человек. Десятки числятся пропавшими без вести. Это одно из крупнейших кораблекрушений в Нигерии за последние годы.

## Крушение
11 июня в деревне Эгботи в Патеги, штат Квара, Нигерия, состоялась свадьба. Большинство присутствующих были родственниками молодожёнов из пяти других деревень — Эбу, Гакпан, Кпада, Кучалу и Сампи. Праздник продолжался до поздней ночи. Присутствующие прибыли на свадьбу на мотоциклах, но были вынуждены возвращаться на деревянном судне по реке Нигер, поскольку сильный дождь привёл к затоплению дороги, ведущей от места проведения свадьбы.
На борт судна поднялось около 270 человек, что значительно превышало его вместимость в 100 человек. Мотоциклы также были погружены на лодку. Однако неясно, все ли пассажиры присутствовали на свадьбе. Ранним утром 12 июня, около трёх-четырёх часов утра (WAT) лодка столкнулась с веткой дерева, скрытой в водах реки Нигер, в результате чего раскололась надвое. Поток воды унёс пассажиров. Все жертвы были родственниками жениха. Жители близлежащих деревень бросились к реке, чтобы спасти тонущих пассажиров. К 13 июня было спасено 100 человек. После крушения начались спасательные работы, в которых принимали участие как местные жители, так и силы правительства. К 15 июня было спасено 144 человека.
По состоянию на 15 июня подтверждена гибель по меньшей мере 106 человек. Десятки пропали без вести. Среди погибших были женщины и дети.